# Novembre 1954

## Évènements
- 1er novembre : 
  - Toussaint rouge. Attentats dans toute l'Algérie. Début de la guerre d'Algérie (fin en 1962).
  - Proclamation au peuple algérien du FLN[1].
  - L'US Air Force retire du service tous ses Boeing B-29 Superfortress en version bombardier.

- 2 novembre : première transition du Convair XFY Pogo qui parvient à passer du vol vertical au vol horizontal et inversement.

- 3 novembre : Farès al-Khoury devient premier ministre de Syrie (fin en 1955).

- 5 novembre  :  le Mouvement pour le triomphe des libertés démocratiques en Algérie (MTLD) est dissous.

- 9 décembre : les autorités tunisiennes et françaises annoncent que plus de 2500 fellaghas ont rendu les armes.

- 11 novembre, France : création de Jours de France, hebdomadaire.

- 12 novembre : à l’Assemblée, Pierre Mendès France affirme qu’il défendra l’Algérie française. Il nomme gouverneur général un gaulliste libéral, Jacques Soustelle.

- 13 novembre : en France, décrets limitant le régime des bouilleurs de crus, mesure contre l'alcoolisme.

- 14 novembre : le général Mohammed Naguib est renversé par une junte menée par Gamal Abdel Nasser qui devient premier ministre et le maître du pays.

- 26 novembre : violente tempête dans le nord-ouest de l'Europe.

- 28 novembre, France : Gaston Dominici est condamné à mort pour le triple meurtre de Lurs.

- 30 novembre, France : vote d'une « réformette » constitutionnelle.

## Naissances
- 2 novembre : Brian Augustyn, auteur de bandes dessinées américain († 30 janvier 2022).
- 3 novembre : Kevin P. Chilton, astronaute américain.
- 7 novembre : 
  - Kamal Haasan, acteur indien.
  - Ysabelle Lacamp, actrice, chanteuse et romancière française († 26 juin 2023).
- 8 novembre : Andrew Mawson, pair et entrepreneur social britannique.
- 19 novembre : Abdel Fattah al-Sisi, maréchal puis chef d'État égyptien. 
  - Guy Gavriel Kay, écrivain.
- 24 novembre : Stuart Murray (en), chef du Parti progressiste-conservateur du Manitoba de 2000 à 2006.

## Décès
- 3 novembre : Henri Matisse, peintre français (° 31 décembre 1869).
- 7 novembre : Chan Nak, premier ministre cambodgien (° 27 mai 1892)
- 13 novembre : Jacques Fath, couturier français.
- 15 novembre : Lionel Barrymore, acteur américain.
- 21 novembre : Karol Rathaus, compositeur polonais (° 16 septembre 1895).
- 28 novembre : Enrico Fermi (53 ans), physicien italien, père de la réaction nucléaire, prix Nobel de physique.
- 30 novembre : Wilhelm Furtwängler, chef d'orchestre allemand.